# Magrão
Magrão (født 20. december 1978) er en tidligere brasiliansk fodboldspiller.

## Brasiliens fodboldlandshold
| Brasiliens landshold | Brasiliens landshold | Brasiliens landshold |
| År                   | Kmp                  | Mål                  |
| -------------------- | -------------------- | -------------------- |
| 2004                 | 2                    | 0                    |
| 2005                 | 1                    | 0                    |
| Total                | 3                    | 0                    |